# Kombinat Gießereianlagenbau und Gußerzeugnisse
Der VEB Kombinat Gießereianlagenbau und Gußerzeugnisse Leipzig (GISAG) wurde 1969 gegründet und war ein Kombinat in der Deutschen Demokratischen Republik.
Das Kombinat unterstand zuletzt dem Ministerium für Schwermaschinen- und Anlagenbau. Im Kombinat GISAG waren sowohl der Gießereianlagenbau als auch der Gießereibetrieb – also die Erzeugung von Gussteilen – der DDR gebündelt. Zu den Produkten aus dem Bereich des Anlagenbaus zählten Putzmaschinen, Kernmaschinen, Formmaschinen und komplette Gießereianlagen.
Der VEB Kombinat GISAG wurde 1969 gegründet und war zu diesem Zeitpunkt noch Teil der VVB Gießereien Leipzig. Nach Auflösung der VVB zum Jahresende 1978 übernahm das Kombinat die Industriezweigleitung für die zentralgeleiteten Gießereibetriebe. In diesem Zusammenhang wurden die Betriebe anderer Kombinate unterhalb der VVB Gießereien in das Kombinat GISAG eingegliedert. Dies betraf den VEB Metallgußkombinat Leipzig und den VEB Kombinat Stahlguß Karl-Marx-Stadt. Im Jahr 1987 wurde das Kombinat GISAG wieder aufgelöst und die Betriebe des Kombinats wurden anderen übergeordneten Organisationen zugeordnet. Ein Großteil ging hierbei auf das Kombinat Baukema über.
Schon zur Kombinatsgründung hatten die Betriebe der GISAG Schulden in Höhe von rund 60 Millionen Mark. Im Jahr 1971 wurden Bankkredite fällig, weswegen der Stammbetrieb in die Insolvenz gehen musste. In diesem Zuge drohte zeitweise ein Ausfall von Lohnzahlungen. In einem Stabilisierungsverfahren wurde das Kombinat bis 1975 zu einem „ökonomischen Normal“ zurückgeführt. Die Insolvenz stellte eine absolute Ausnahme in der DDR-Wirtschaftsgeschichte dar und wurde indirekt durch das Neue Ökonomische System (NÖS) ermöglicht. Vor Einführung des NÖS zu Beginn der 1960er-Jahre waren Betriebe zuvörderst für eine planmäßige Materialbereitstellung verantwortlich und die Erwirtschaftung eines Gewinns hatte nicht oberste Priorität. Ab 1975 wurde die Möglichkeit des Konkurses volkseigener Betriebe de facto abgeschafft.

## Zugehörige Betriebe
Zum Kombinat gehörten zuletzt die folgenden Betriebe (inkl. Verbleib nach Kombinatsauflösung 1987):
- VEB Kombinat Gießereianlagenbau und Gußerzeugnisse - GISAG - Stammbetrieb Leipzig; (Stammbetrieb) → angegliedert an Kombinat Baukema
- VEB Druckguß Heidenau → angegliedert an Kombinat Elektromaschinenbau Dresden
- VEB Druckguß und Formenbau Berlin-Weißensee → angegliedert an IFA-Kombinat Personenkraftwagen Karl-Marx-Stadt
- VEB Druckguß- und Kolbenwerk Harzgerode → angegliedert an IFA-Kombinat Personenkraftwagen Karl-Marx-Stadt
- VEB Eisenhammerwerk Dresden-Dölzschen → angegliedert an IFA-Kombinat Personenkraftwagen Karl-Marx-Stadt
- VEB Eisenhütte Ortrand → angegliedert an Kombinat Industriewaren Rathenow
- VEB Eisenwerk Arnstadt → durch die Deutsche Reichsbahn übernommen
- VEB Eisenwerk Erla → angegliedert an Kombinat Haushaltgeräte Karl-Marx-Stadt
- VEB Elisabethhütte Brandenburg → angegliedert an Kombinat „Fortschritt“ Landmaschinen Neustadt
- VEB Fachanstalt für Gießereiwesen Coswig → angegliedert an Kombinat Baukema
- VEB Feingußwerk Lobenstein → angegliedert an Kombinat Baukema
- VEB Gießerei Copitz → angegliedert an Kombinat Baukema
- VEB Gießerei und Maschinenbau Bernsdorf → angegliedert an Kombinat Baukema
- VEB Gießerei und Maschinenbau „Ferdinand Kunert“ Schmiedeberg → angegliedert an Kombinat Baukema
- VEB Gießerei und Modellbau Schönheiderhammer → angegliedert an IFA-Kombinat Personenkraftwagen Karl-Marx-Stadt
- VE AHB Gisag Export/Import → angegliedert an den AHB des SKET
- VEB Harzer Werke Blankenburg → angegliedert an Schwermaschinenbaukombinat „Karl Liebknecht“ Magdeburg
- VEB INEX Industrieanlagen-Export Berlin → angegliedert an SKET
- VEB Kugelgraphiteisengießerei „Antonio Maidana“ Fürstenwalde → angegliedert an IFA-Kombinat Nutzkraftwagen Ludwigsfelde
- VEB Leichtmetallgußwerk Bad Langensalza → angegliedert an Kombinat Baukema
- VEB Metallguß Finsterwalde → angegliedert an Kombinat „Fortschritt“ Landmaschinen Neustadt
- VEB Metallgußwerk Leipzig → angegliedert an IFA-Kombinat Nutzkraftwagen Ludwigsfelde
- VEB Metallgußwerk Wernigerode → angegliedert an IFA-Kombinat Nutzkraftwagen Ludwigsfelde
- VEB Sächsische Modellbaubetriebe Leipzig → angegliedert an IFA-Kombinat Personenkraftwagen Karl-Marx-Stadt
- VEB Stahlgießerei Elstertal Silbitz → angegliedert an Schwermaschinenbaukombinat TAKRAF Leipzig
- VEB Stahlgießerei „Georg Schwarz“ Olbersdorf → angegliedert an Kombinat Schienenfahrzeugbau Berlin
- VEB Stahlgießerei Karl-Marx-Stadt → angegliedert an Kombinat Schienenfahrzeugbau Berlin
- VEB Vereinigte Gießereisandwerke Nudersdorf → angegliedert an Kombinat Zuschlagstoffe und Natursteine Dresden
- VEB Vereinigte Metallgußwerke Dresden → angegliedert an IFA-Kombinat Personenkraftwagen Karl-Marx-Stadt
- VEB Zwickauer Eisenwerk → angegliedert an IFA-Kombinat Nutzkraftwagen Ludwigsfelde